# Valburträsket
Valburträsket är en sjö i Norsjö kommun i Västerbotten och ingår i Rickleåns huvudavrinningsområde. Sjön har en area på 0,273 kvadratkilometer och ligger 255,9 meter över havet. Sjön avvattnas av vattendraget Valburån.

## Delavrinningsområde
Valburträsket ingår i det delavrinningsområde (717830-170025) som SMHI kallar för Mynnar i Rickleån. Medelhöjden är 269 meter över havet och ytan är 21,97 kvadratkilometer. Räknas de 4 avrinningsområdena uppströms in blir den ackumulerade arean 68,25 kvadratkilometer. Valburån som avvattnar avrinningsområdet har biflödesordning 2, vilket innebär att vattnet flödar genom totalt 2 vattendrag innan det når havet efter 100 kilometer. Avrinningsområdet består mestadels av skog (68 procent) och sankmarker (25 procent). Avrinningsområdet har 0,5 kvadratkilometer vattenytor vilket ger det en sjöprocent på 2,3 procent.